# Rodinopora
Rodinopora is een monotypisch mosdiertjesgeslacht uit de orde Cyclostomatida waarvan de plaatsing in een familie nog onzeker is. De wetenschappelijke naam van het geslacht werd voor het eerst geldig gepubliceerd in 1999 door Paul D. Taylor en Andrei V. Grischenko.

## Soort
- Rodinopora magnifica Taylor & Grischenko, 1999